# 菲爾莫爾縣 (內布拉斯加州)
菲爾莫爾縣（英語：Fillmore County）是美國內布拉斯加州東南部的一個縣。面積1,493平方公里。根據美國2000年人口普查，共有人口6,634人。縣治傑尼瓦 (Geneva)。
成立於1871年，縣名紀念第十三任總統米勒德·菲爾莫爾 (Millard Fillmore)。
40°31′N 97°36′W / 40.52°N 97.6°W